# ボビー・ウッド
ボビー・ショウ・ウッド（Bobby Shou Wood、1992年11月15日 - ）は、アメリカ合衆国ハワイ州出身のサッカー選手。ポジションはフォワード。元アメリカ代表。アフリカ系アメリカ人の父と日本人の母の間に生まれた日系アメリカ人。

## 来歴

### クラブ

#### エルツゲビルゲ・アウエ
2015年2月、エルツゲビルゲ・アウエにレンタル移籍した。

#### ウニオン・ベルリン
2015年7月、ウニオン・ベルリンに移籍した。

#### ハンブルガーSV
2016年5月15日、ハンブルガーSVに移籍した。

#### ハノーファー96
2018年7月9日、ハノーファー96へ2019年6月までの1年間の期限付き移籍（買取オプション付き）をした。

#### レアル・ソルトレイク
2021年4月3日、同年7月1日よりMLSのレアル・ソルトレイクに加入することが発表された。
2023年までの契約を締結した。
2021年4月13日、7月1日を待たずして即座に移籍する事が発表された。

#### ニューイングランド・レボリューション
2022年11月22日、2022MLSリ・エントリー・ドラフトでニューイングランド・レボリューションに指名され、2023シーズンから加入することとなった。

### 代表歴
2013 CONCACAFゴールドカップの予備登録メンバーに選出されるも、本大会には出場しなかった。 2013年8月14日のボスニア・ヘルツェゴヴィナ戦に招集されると、後半から途中出場してA代表デビューを果たす。
2015年6月5日のオランダとの親善試合で代表初得点を記録。続く6月11日のドイツ戦でも決勝点となる2試合連続ゴールを挙げた。

## 個人成績
| クラブ                 | シーズン | リーグ | リーグ | カップ | カップ | 通算 | 通算 |
| クラブ                 | シーズン | 出場   | 得点   | 出場   | 得点   | 出場 | 得点 |
| ---------------------- | -------- | ------ | ------ | ------ | ------ | ---- | ---- |
| 1860ミュンヘン II      | 2009-10  | 1      | 0      | -      | -      | 1    | 0    |
| 1860ミュンヘン II      | 2010-11  | 8      | 2      | -      | -      | 8    | 2    |
| 1860ミュンヘン II      | 2011-12  | 10     | 2      | -      | -      | 10   | 2    |
| 1860ミュンヘン II      | 2012-13  | 26     | 8      | -      | -      | 26   | 8    |
| 1860ミュンヘン II      | 2013-14  | 1      | 0      | -      | -      | 1    | 0    |
| 1860ミュンヘン II      | 通算     | 46     | 12     | 0      | 0      | 46   | 12   |
| 1860ミュンヘン         | 2010-11  | 5      | 0      | 0      | 0      | 5    | 0    |
| 1860ミュンヘン         | 2011-12  | 3      | 0      | 1      | 0      | 4    | 0    |
| 1860ミュンヘン         | 2012-13  | 15     | 3      | 1      | 0      | 16   | 3    |
| 1860ミュンヘン         | 2013-14  | 21     | 0      | 1      | 0      | 22   | 0    |
| 1860ミュンヘン         | 2014-15  | 6      | 0      | 1      | 0      | 7    | 0    |
| 1860ミュンヘン         | 通算     | 50     | 3      | 4      | 0      | 54   | 3    |
| エルツゲビルゲ・アウエ | 2014-15  | 9      | 3      | 0      | 0      | 9    | 3    |
| ウニオン・ベルリン     | 2015-16  | 31     | 17     | 1      | 0      | 32   | 17   |
| ハンブルガー           | 2016-17  |        |        |        |        |      |      |
| 総通算                 | 総通算   | 138    | 37     | 6      | 0      | 144  | 37   |

### 試合数
2018年11月15日現在
| 年   | 代表国         | 出場 | 得点 |
| ---- | -------------- | ---- | ---- |
| 2013 | アメリカ合衆国 | 1    | 0    |
| 2014 | アメリカ合衆国 | 4    | 0    |
| 2015 | アメリカ合衆国 | 9    | 4    |
| 2016 | アメリカ合衆国 | 14   | 4    |
| 2017 | アメリカ合衆国 | 7    | 2    |
| 2018 | アメリカ合衆国 | 8    | 3    |
| 通算 | 通算           | 45   | 13   |